# FaceTime
FaceTime é um software proprietário destinado a chamadas de vídeo e chamadas de áudio desenvolvido pela Apple Inc. O FaceTime está disponível em dispositivos móveis com o sistema iOS 4 ou versões posteriores e computadores Mac que executam Mac OS X 10.6.6 ou versões posteriores. O FaceTime de Áudio (chamadas de voz que utilizam uma conexão de internet) está disponível em qualquer dispositivo iOS que suporte o iOS 7 e qualquer Mac com uma câmera frontal executando o  Mac OS X 10.9.2 e versões mais recentes. O FaceTime tem suporte em qualquer dispositivo iOS com uma câmera frontal e qualquer computador Mac equipado com uma Câmera FaceTime. A partir do iOS 15 e do macOS Monterey, dispositivos que não são comercializados pela Apple podem ser usados para participar de chamadas de FaceTime usando um navegador de internet. Foi anunciado na WWDC (Apple Worldwide Developers Conference) de 2010.

## Funcionamento
O FaceTime funciona com uma rede Wi-Fi e na rede celular 3G (UMTS/HSPA) ou 4G com o sistema iOS instalado, e com computadores Mac com câmera frontal.

### Requisitos Mínimos
- Aparelho:
  - Para uso com conexão Wi-Fi: iPhone 4 ou posterior, iPad 2 ou posterior, iPad mini e iPod touch 4ª geração ou posterior.
  - Para uso com um plano de dados de celular: iPhone 4s ou posterior e iPad (3ª geração ou posterior).[4]
- Versão mínima do sistema:
  - iOS 4 ou superior.
  - Mac OS X 10.6.6 ou superior.[5]